# Šoltysa

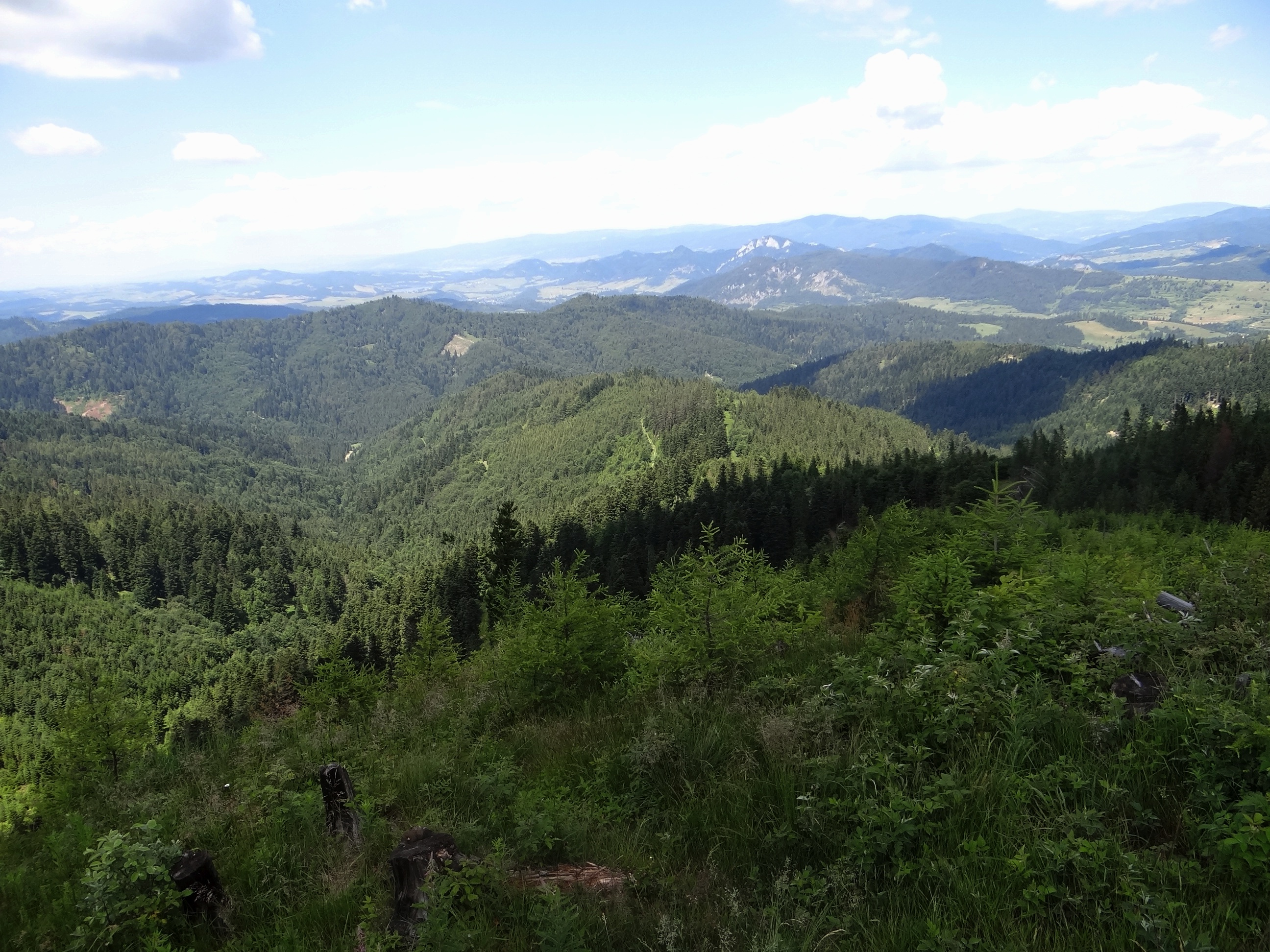
Widok z Wietrznego Wierchu na dolinę potoku Šoltysa

Šoltysa – potok na Słowacji, lewy dopływ Lipnika w dorzeczu Dunajca. Wypływa na wysokości około 900 m na północnych stokach szczytu Riňava w Magurze Spiskiej. Płynie początkowo w kierunku północnym, później północnym z odchyleniem na wschód głęboką doliną między dwoma bocznymi grzbietami odchodzącymi od głównej grani Magury Spiskiej. W orograficznie lewym grzbiecie wznoszą się szczyty Kobylia hlava (953 m) i Pašková (773 m), w prawym  Kvasník (1019 m) i Čierťaž (787 m). Z obydwu tych grzbietów spływa po kilka potoków zasilających Šoltysę
Šoltysa uchodzi do Lipnika w miejscowości Wielki Lipnik (Veľký Lipník). Następuje to na wysokości około 550 m w centrum tej miejscowości. Cała zlewnia potoku Šoltysa znajduje się w obrębie tej miejscowości. Wzdłuż koryta potoku z Wielkiego Lipnika prowadzi droga, w większości asfaltowa, podchodząca aż pod szczyt Plontany. Na granicy lasu i pól uprawnych Wielkiego Lipnika nad potokiem Šoltysa znajdują się zabudowania rolniczej spółdzielni produkcyjnej Penzion Agrorelax.